# Vincent Tirel
Vincent Tirel est un acteur français.

## Biographie
Passionné par la comédie, il commence sa carrière en participant à des pièces de théâtre et des spectacles de rue,.
En 2012, il rencontre Chris Esquerre, ce qui lui permet de rentrer au Golden Moustache où il devient auteur et acteur.
Il y rencontre Julien Josselin, Raphaël Descraques et Florent Bernard. Tous les quatre, ils forment le collectif Suricate.
Il travaille aussi pour le Studio Bagel où il jouera notamment dans la série Groom.
En 2017, il apparaît pour la première fois au cinéma dans le long métrage Le Manoir écrit par Kemar et réalisé par Tony Datis.

## Filmographie
Sauf indication contraire, les informations mentionnées dans cette section peuvent être confirmées par la base de données cinématographiques IMDb,  présente dans la section « Liens externes ».

### Sketchs YouTube
- 2013-2015 : Suricate
- Depuis 2012 : Golden moustache
- 2017-2019 : Studio Bagel
- 2019-2022 : Le Monde à L'Envers (apparitions récurrentes)

### Courts métrages
- 2018 : Macwalter 3 (où il est aussi auteur) : Les frères Di Biaggio [4]
- 2022 : LES JONES (où il est aussi co-auteur) : Johnny Claude
- 2024 : WALKA! : Le Passeur [5]

### Longs métrages
- 2015 : Les Dissociés : Magalie
- 2016 : La Folle Histoire de Max et Léon : un résistant
- 2017 : Le Manoir : Drazic
- 2022 : Le Visiteur du futur : Victor
- 2024 : Nous, les Leroy : Stéphane
- 2025 : Anges & Cie : Gaël

### Web série
- 2018-2020 : Groom : Thomas, le réceptionniste